# Mihăileni (Botoșani)
Mihăileni é uma comuna romena localizada no distrito de Botoşani, na região de Moldávia . A comuna possui uma área de 34.62 km² e sua população era de 2752 habitantes segundo o censo de 2007.